# Randy Gloss
Randy Gloss (* im 20. Jahrhundert) ist ein US-amerikanischer Perkussionist.

## Leben
Gloss war Schüler des indischen Tablameisters Swapan Chaudhuri und wurde von John Bergamo gefördert, dessen Perkussionsgruppe Hands On'Semble (2002 und 2003 Gewinner des Reader’s Poll Award des Magazins Drum!) er angehört. Seit 1999 unterrichtet er am California Institute of the Arts, wo er von 2015 bis 2020 das Programm World Music Performance leitete und von 2018 bis 2021 den Michel Columbier Performer-Composer Chair innehatte. Daneben unterrichtete er auch an der University of California, Los Angeles, am Los Angeles College of Music und als Gastdozent an anderen Universitäten und Musikschulen in den USA und im Ausland.
Neben seiner Arbeit im Hands On'semble war Gloss an zahlreichen anderen Projekten der Fusion von Weltmusik mit Neuer Musik und Jazz beteiligt, so an Adam Rudolphs Go: Organic Orchestra und der Perkussionsgruppe Vashti und dem The Lian Ensemble (Pangea Project mit Dschiwan Gasparjan und Swapan Chaudhuri). 2009 wirkte er an der UCLALive-Produktion Medea (geleitet von Lenka Udovicki, mit Annette Bening und Angus Macfadyen und Musik von Nigel Osbourne und dem Lian Ensemble) mit.
Weitere musikalische Partner waren u. a. der Reggaemusiker Ziggy Marley (Album  Fly Rasta), der Geiger L. Shankar, der Vinaspieler Chitravina Ravikiran (Indientournee mit dem brasilianischen Pianist Jovino Santos Neto und dem afrikanischen Trommler Alfred Ladzekpo), der Pianist Larry Karush, der rumänische Panflötist Damian Draghichi, der türkische Pianist Latif Bolat, Vinny Golias Large Ensemble, der Pianist Ardeshir Rohani, die Flötistin Nicole Mitchell, der Pianist Dan Siegel der südindische Perkussionist Poovalur Sriji, der Obertonsänger David Hykes und Carlos Niño& Friends. Beteiligt war er auch an einer Zusammenarbeit balkanischer und indischer Musiker mit Aashish Khan, Swapan Chaudhuri, Miroslav Tadić und Vlatko Stefanovski.
Für Filmsoundtracks spielte er Musik der Komponisten Harry Gregson-Williams (Prince of Persia: Der Sand der Zeit, Cowboys & Aliens), Gary Chang und Steven Argila ein. Er nahm auch Musik für Fernsehshows (Fear Factor), für das American Conservatory Theater und Southwest Chamber Music und das Videospiel Uncharted 3: Drake’s Deception auf. 2015 erschien sein Soloalbum …The Ayes Have It Vol. 1, dem 2022 …The Ayes Have It”, Vol. II – Self Portraits in Percussion folgte, beide als Doppelalbum mit zwei LPs. Mit Pete Lockett nahm er 2020 das Duoalbum Stones In the Yard auf.